# 宮城県道21号河南米山線
宮城県道21号河南米山線（みやぎけんどう21ごう かなんよねやません）は、宮城県石巻市と登米市を結ぶ県道（主要地方道）である。

## 概要

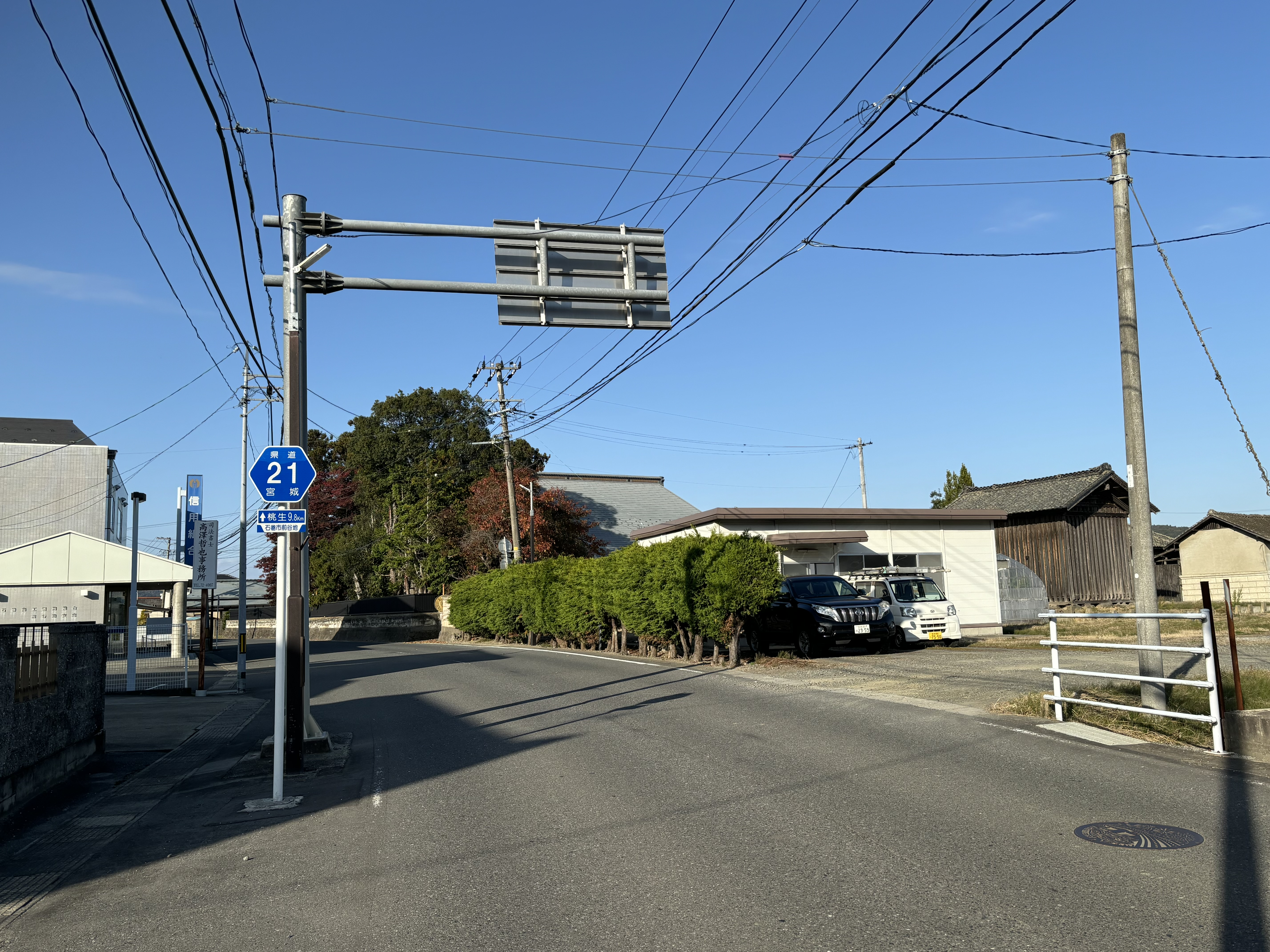
前谷地における宮城県道21号河南米山線

### 路線データ
- 総延長：18.7027 km[1]
- 起点：宮城県石巻市前谷地
- 終点：宮城県登米市米山町

## 歴史
- 1971年（昭和46年）6月26日 - 建設省により県道瀬峰河南線の一部、前谷地停車場和淵線の一部、河南津山線の一部、瀬峰河北線の一部及び新田豊里線の一部が「河南米山線」として主要地方道に初めて指定される。（起点：桃生郡河南町、終点：登米郡米山町、重要な経過地：桃生郡桃生町、登米郡豊里町）
- 1972年（昭和47年）3月17日 - 宮城県が県道河南米山線を路線認定[2]。同時に県道前谷地停車場和淵線[注釈 1]、新田豊里線[注釈 2]を路線廃止[3]。
- 1993年（平成5年）
  - 5月11日 - 建設省から、県道河南米山線が河南米山線として主要地方道に指定される[4]。
  - 10月19日 - 県道番号が決定[5]され、従前の主要地方道38号[6]から、県道21号に変更される。（12月1日より施行）
- 2019年（令和元年）
  - 5月13日 - 旧北上川に架かる豊里大橋で、橋脚にひびが見つかったことから全面通行止め。[7]
  - 5月17日 - 片側交互通行にて通行再開。[7]
- 2021年（令和3年）12月10日 - 豊里大橋の交通規制が全面解除。[8]

## 路線状況
石巻市（旧河南町）の前谷地地区の国道108号交点を起点とし、旧桃生町、登米市旧豊里町を経由し、旧米山町桜岡地区の県道15号までを結ぶ。途中、前谷地地区～登米市豊里町まではJR気仙沼線とほぼ並行（前谷地駅周辺～和渕駅周辺はともに旧北上川の右岸、和渕駅周辺～陸前豊里駅周辺までは旧北上川の対岸）して走る。終点の桜岡地区でそのまま直進すると国道346号に合流し、登米市中心部と旧豊里町を結ぶ最短ルートを形成する。

### 重複区間
- 宮城県道61号涌谷津山線：石巻市桃生町寺崎 - 登米市豊里町上町裏
- 宮城県道257号河南登米線：石巻市和渕 - 登米市豊里町上町裏

### 交通量[9]
令和３年度・12時間交通量
- 石巻市桃生町給人町東町 - 3,208台
- 登米市豊里町小口前 - 9,089台

## 地理

### 通過する自治体
- 石巻市
- 登米市

### 交差する道路
- 国道108号（石巻市前谷地）
- 宮城県道195号前谷地停車場線（石巻市前谷地）
- 宮城県道29号河南築館線（石巻市前谷地）
- 宮城県道257号河南登米線（石巻市和渕）
- 宮城県道196号神取河北線（石巻市桃生町神取）
- 宮城県道30号河北桃生線（宮城県道61号涌谷津山線重複）（石巻市桃生町寺崎）
- 宮城県道61号涌谷津山線・宮城県道257号河南登米線（登米市豊里町上町裏）
- 宮城県道230号小島豊里線（登米市豊里町東待井下）
- 宮城県道237号瀬峰豊里線（登米市豊里町大曲）
- 宮城県道15号古川登米線（登米市米山町）

### 沿線の施設
- 石巻市河南総合支所
- JR気仙沼線　和渕駅
- 豊里水辺の公園
- 平筒沼